# Martinskirche (Wildberg)

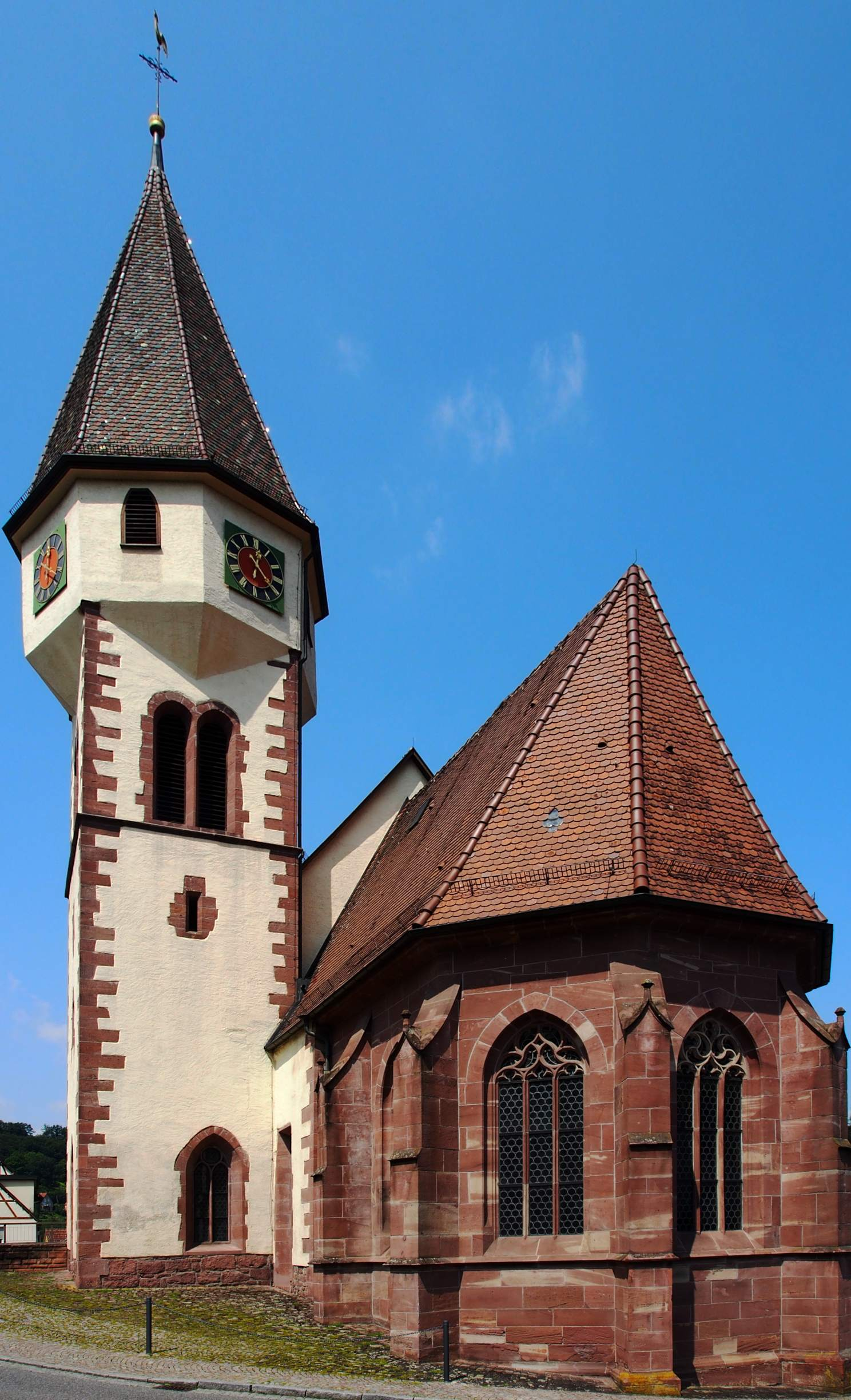
Martinskirche in Wildberg

Die evangelische Martinskirche ist die Pfarrkirche von Wildberg, einer Stadt im Landkreis Calw in Baden-Württemberg. Das Bauwerk ist beim Landesamt für Denkmalpflege Baden-Württemberg als Baudenkmal eingetragen. Die Kirchengemeinde gehört zum Kirchenbezirk Calw-Nagold der Evangelischen Landeskirche in Württemberg.

## Beschreibung

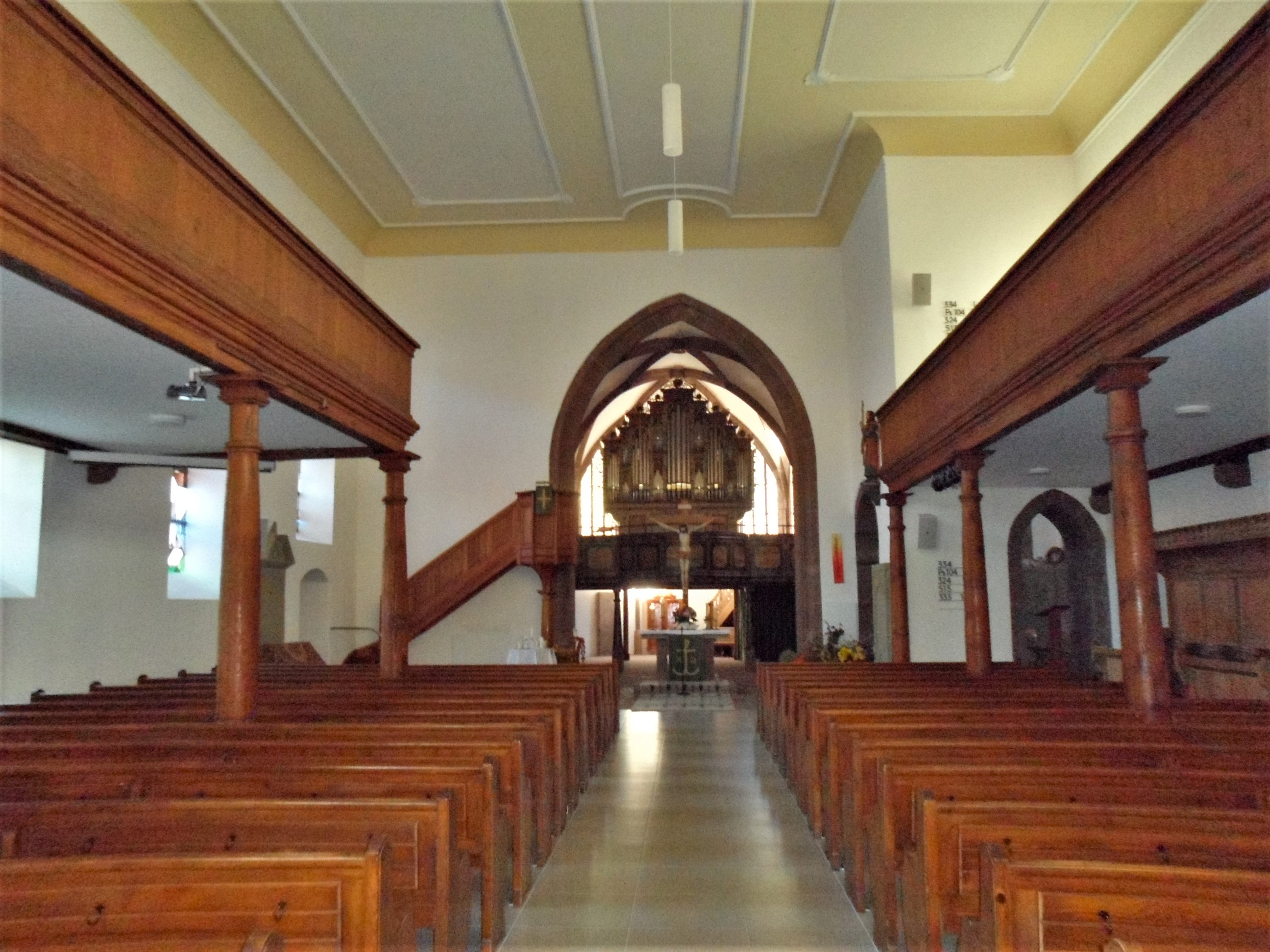
Blick zum Chor

Die Basilika wurde 1467 nach einem Entwurf von Aberlin Jörg errichtet. Ihr Langhaus besteht aus einem Mittelschiff und zwei Seitenschiffen. Ihr dreiseitig geschlossener Chor aus Quadermauerwerk in Breite des Mittelschiffs, der von Strebepfeilern gestützt wird, zwischen denen sich Maßwerkfenster befinden, steht im Osten. Der Kirchturm auf quadratischem Grundriss, im Kern der Chorturm des Vorgängerbaus, steht an der Ostseite des südlichen Seitenschiffs. Sein oberstes quadratisches Geschoss beherbergt hinter den als Biforien gestalteten Klangarkaden den Glockenstuhl mit vier Kirchenglocken. Darauf sitzt ein achteckiges Geschoss, das die Turmuhr beherbergt. Bedeckt ist der Kirchturm mit einem achtseitigen Zeltdach. 1772 wurde die Basilika nach ihrem Einsturz nach Plänen von Wilhelm Friedrich Goez als Hallenkirche mit Emporen an den Längsseiten des Innenraums erneuert. Sie wurde mit einem hohen Walmdach bedeckt.